# Oliver Otis Howard
Oliver Otis Howard, född 8 november 1830 i Leeds,
Maine, död 26 oktober 1909 i Burlington Chittenden County, Vermont, var en amerikansk militär och general i nordstatsarmén under amerikanska inbördeskriget.
Howard examinerades från militärakademin i West Point år 1854. Därefter fortsatte han som biträdande lektor i matematik.
Vid första slaget vid Bull Run drevs hans regementen bort från slagfältet,  men han befordrades trots detta till brigadgeneral. I slaget vid Seven Pines den 31 maj – 1 juni 1862 förlorade han sin högra arm. Han förde befäl över nordstatsarméns eftertrupper i andra slaget vid Bull Run i augusti 1862 och i slaget vid Antietam i september samma år övertog han befälet sedan John Sedgwick sårats.
I slaget vid Chancellorsville misslyckades han med att skydda sin och hela Potomacarméns flank och trupperna drevs på flykten. Han förde för en kort tid befälet i slaget vid Gettysburg i juni 1863 och valde då Cemetery Hill som försvarsposition, vilket bidrog till nordstatsarméns framgång.
Howard utnämndes efter kriget till chef för den federala byrån Freedman's Bureau, som ansvarade för krigsflyktingar och frigivna slavar.
Han kom senare att delta i indiankrigen och utnämndes till rektor för militärakademin i West Point. För sina insatser i slaget vid Seven Pines fick han år 1893 den främsta amerikanska tapperhetsmedaljen Medal of Honor.

### Fotnoter
1. 1 2  Encyclopædia Britannica, Encyclopædia Britannica Online-ID: biography/Oliver-O-Howardtopic/Britannica-Online, läst: 9 oktober 2017.[källa från Wikidata]
2. 1 2  SNAC, SNAC Ark-ID: w6vx0kbd, läs online, läst: 9 oktober 2017.[källa från Wikidata]
3. 1 2  Find a Grave, Find A Grave-ID: 513, läs online, läst: 9 oktober 2017.[källa från Wikidata]
4. ↑  Find a Grave, läs online.[källa från Wikidata]
5. ↑  Charles Dudley Warner (red.), Library of the World's Best Literature, 1897, läs online.[källa från Wikidata]
6. ↑  läs online, president.howard.edu , läst: 12 september 2024.[källa från Wikidata]
7. 1 2  geni.com.[källa från Wikidata]
8. ↑  läs online, library.bowdoin.edu , läst: 12 september 2024.[källa från Wikidata]
9. ↑  läs online, www.cmohs.org , läst: 12 september 2024.[källa från Wikidata]
10. 1 2  Find A Grave Memorial